# کلیف هاوس (سانفرانسیسکو)
کلیف هاوس ساختمانی به سبک معماری نئوکلاسیک است که بر بالای صخره‌ها درست در شمال ساحل اقیانوس، در محله ریچموند در سانفرانسیسکو، کالیفرنیا قرار گرفته است. این ساختمان مشرف به محل خرابه‌های حمام‌های سوترو است و بخشی از منطقه تفریحی ملی گلدن گیت است که توسط سرویس پارک ملی (NPS) اداره می‌شود. کلیف هاوس متعلق به NPS است. تراس ساختمان میزبان دوربینی به اندازه اتاق است.
در طول تاریخ کلیف هاوس، از سال ۱۹۶۳، جاذبه اصلی این ساختمان رستوران‌ها و بارهایی بوده است که مشتریان می‌توانستند از منظره اقیانوس آرام لذت ببرند. از سال ۱۹۷۷، این رستوران‌ها و بارها توسط یک اپراتور خصوصی تحت قرارداد با خدمات پارک ملی اداره می‌شود. در دسامبر ۲۰۲۰، اپراتور ۴۷ ساله این امکانات اعلام کرد که در حال بسته شدن است و از NPS انتقاد کرد که از آنجایی که اجاره ۲۰ ساله قبلی خود در ژوئن ۲۰۱۸ منقضی شده بود، با هیچ اپراتور اجاره نامه بلندمدت جدیدی امضا نکرده است.
ده‌ها کشتی در ساحل جنوبی گلدن گیت زیر کلیف هاوس به گل نشسته‌اند.

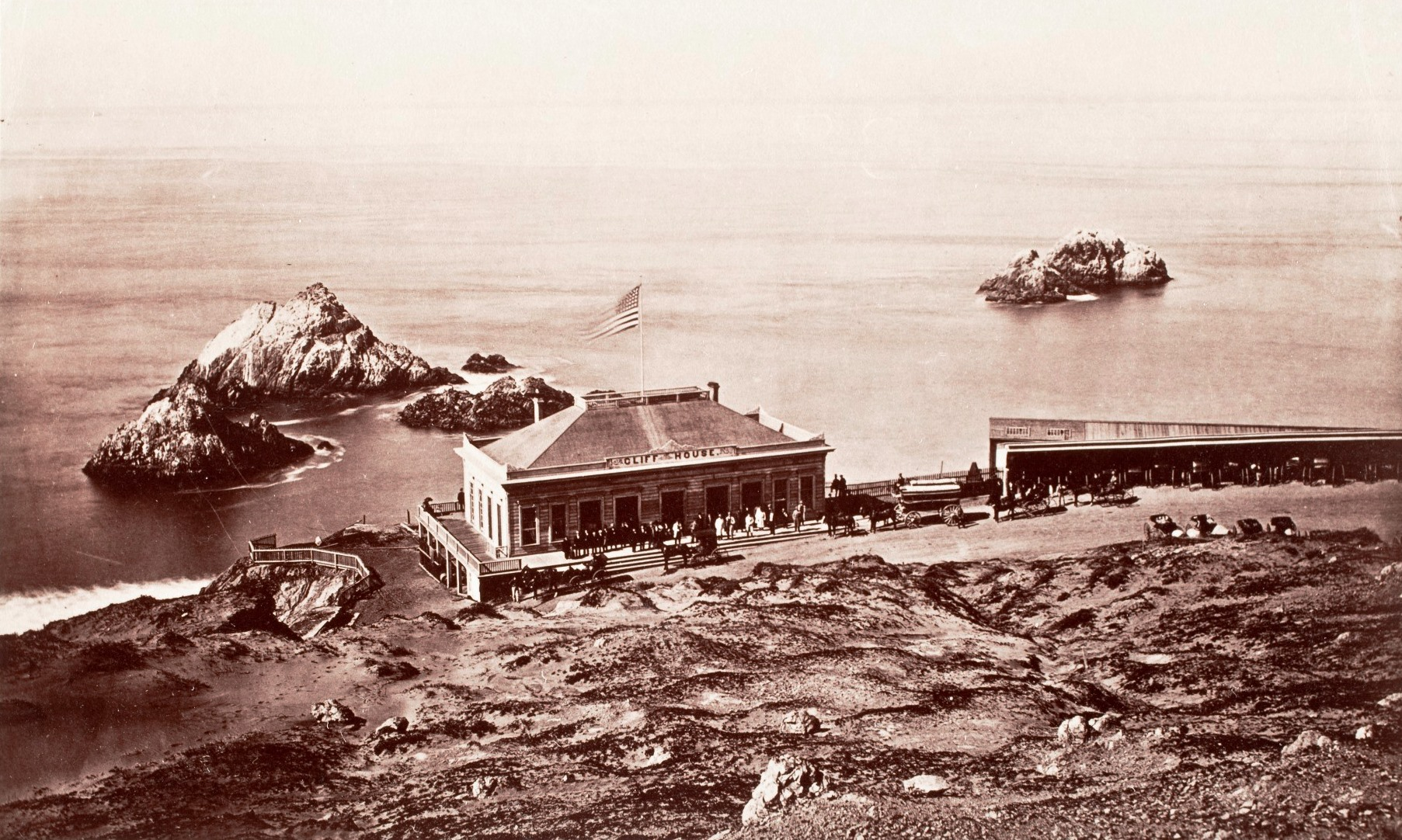
اولین کلیف هاوس، c. 1868

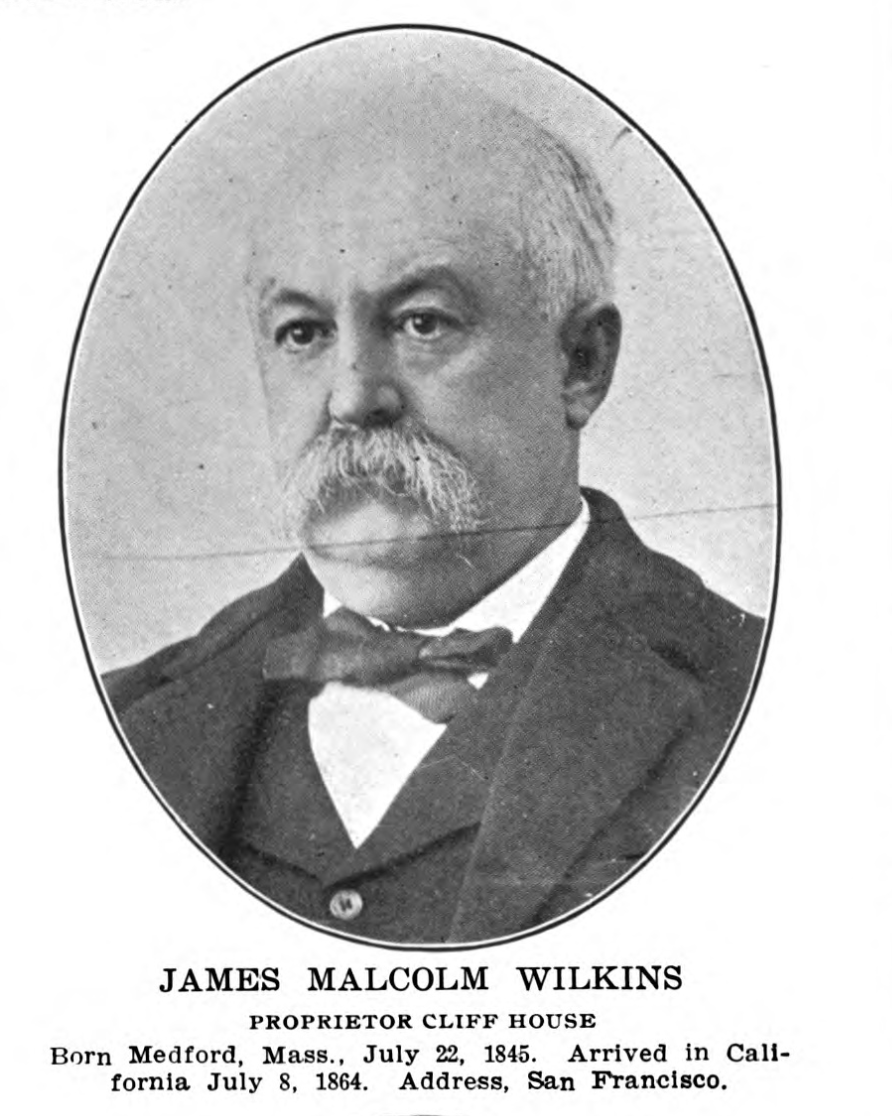
جیمز مالکوم ویلکینز، مالک